# روبرت ل. روكس
روبرت ل. روكس طبيب بيطري أمريكي وهو مؤسس مركز الإحالة الحيوانية للعناية الكاملة في فاونتين فالي ، مقاطعة أورانج ، كاليفورنيا . وهو دبلوماسي في كل من مجلس الأطباء البيطريين الممارسين والكلية الأمريكية للجراحين البيطريين.
طور روكس إجراءً جراحيًا وزراعة متخصصة لعلاج خلل التنسج الوركي في الكلاب . كما ابتكر منقارًا اصطناعيًا للبجع المصاب. وهو مؤلف مشارك لـ:
- كتاب جراحة العظام لدى الكلاب [2]
- كتيب علاج السرطان البيطري: العلاج الكيميائي والعلاج الإشعاعي وجراحة الأورام للطبيب البيطري الممارس .[3]

تم الاعتراف بـ روكس من قبل جمعية مستشفيات الحيوانات الأمريكية ، التي منحته جائزة شارل إ. بيلد للبيطري الممارس للعام وهي أعلى جائزة تقدمها الجمعية.
وهو أيضًا جزء من فريق إدارة ايدج ووتر للأغذية.

## روابط خارجية
- موقع مركز الإحالة الحيوانية للعناية الكاملة
- موقع ايدج ووتر للأغذية